# Vĩnh Sơn, Gia Lai
Vĩnh Sơn là một xã thuộc tỉnh Gia Lai, Việt Nam.
Xã Vĩnh Sơn có diện tích 167,61 km², dân số năm 2005 là 2.411 người, mật độ dân số đạt 14 người/km².

## Hành chính
Xã Vĩnh Sơn được chia thành 6 làng: K2, K3, K4, K8, Suối Cát, Suối Đá.